# Korbino
Korbino (ros. Корбино) – wieś w Rosji, w rejonie grazowieckim obwódu wołogodzkiego. W 2002 liczyła 5 mieszkańców, z kolei w 2010 populacja miejscowości wynosiła 2 osoby.
Wieś znajduje się w północno-zachodniej części rejonu grazowieckiego, w strefie klimatu umiarkowanego chłodnego z długimi zimami i krótkim, ciepłym latem, typowym dla obwodu wołogodzkiego.